# The Judgment House
The Judgment House er en amerikansk stumfilm fra 1917 af J. Stuart Blackton.

## Medvirkende
- Violet Heming som Jasmine Grenfel.
- Wilfred Lucas som Rudyard Byng.
- Conway Tearle som Ian Stafford.
- Paul Doucet som Adrian Fellow.
- Crazy Thunder som Krool.